# Черрівейл (Канзас)
Черрівейл (англ. Cherryvale) — місто (англ. city) в США, в окрузі Монтгомері штату Канзас. Населення — 2192 особи (2020).

## Географія
Черрівейл розташований за координатами 37°16′9″ пн. ш. 95°33′12″ зх. д. / 37.26917° пн. ш. 95.55333° зх. д. (37.269148, -95.553354).  За даними Бюро перепису населення США в 2010 році місто мало площу 4,97 км², з яких 4,91 км² — суходіл та 0,06 км² — водойми.

## Демографія
Згідно з переписом 2010 року, у місті мешкало 2367 осіб у 930 домогосподарствах у складі 615 родин. Густота населення становила 477 осіб/км².  Було 1087 помешкань (219/км²).
Расовий склад населення:
| - 94,3 % — білих - 1,3 % — корінних американців - 1,0 % — чорних або афроамериканців - 0,3 % — азіатів - 0,2 % — вихідців з тихоокеанських островів |

До двох чи більше рас належало 2,1 %. Частка іспаномовних становила 4,0 % від усіх жителів.
За віковим діапазоном населення розподілялося таким чином: 27,1 % — особи молодші 18 років, 56,9 % — особи у віці 18—64 років, 16,0 % — особи у віці 65 років та старші. Медіана віку мешканця становила 36,9 року. На 100 осіб жіночої статі у місті припадало 98,2 чоловіків;  на 100 жінок у віці від 18 років та старших — 91,4 чоловіків також старших 18 років.
Середній дохід на одне домашнє господарство  становив 42 417 доларів США (медіана — 34 286), а середній дохід на одну сім'ю — 50 871 долар (медіана — 43 750). Медіана доходів становила 36 357 доларів для чоловіків та 35 539 доларів для жінок. За межею бідності перебувало 26,2 % осіб, у тому числі 42,3 % дітей у віці до 18 років та 3,3 % осіб у віці 65 років та старших.
Цивільне працевлаштоване населення становило 896 осіб. Основні галузі зайнятості: освіта, охорона здоров'я та соціальна допомога — 27,2 %, виробництво — 22,1 %, роздрібна торгівля — 15,6 %.

## Персоналії
- Луїза Брукс (1906—1985) — американська танцівниця, модель, актриса німого кіно
- Венс Вівіан (1909—1979) — американська комедійна актриса і співачка.